# 伊皮尤塔克文化
伊皮尤塔克文化（英語：Ipiutak culture），阿拉斯加西北爱斯基摩人文化，时间为2—6世纪。沿海住房为半地下式房屋。主要食物为海豹与海象，于冰块边缘使用鱼叉猎捕。亦用弓箭捕猎驯鹿、鱼、鸟，作为辅助食物。伊皮尤塔克工具的显著特点，是使用燧石，而不是磨过的石片。波因特霍普盛产燧石，可用于武器的尖刃、刀和刮削器。他们的手工制品较其他爱斯基摩文化有更多的装饰，或用几何图形，或用实用图形。象牙及鹿角雕刻品，或为真兽，或为想象兽类，均甚精美。葬俗繁缛，拜鬼及熊，巫医盛行。